# Ferdinand Werner (Politiker)

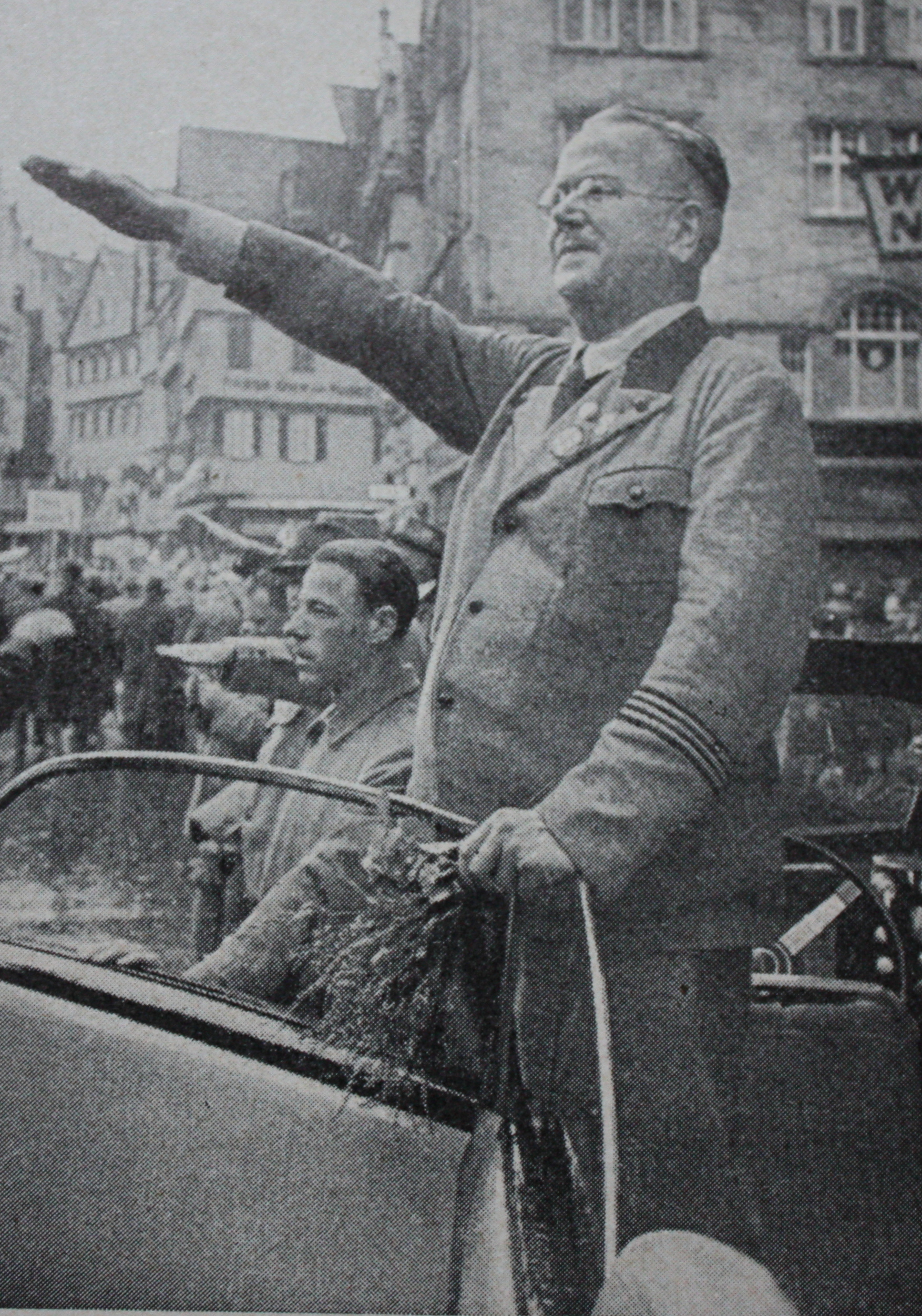
Ferdinand Werner 1938 beim deutschen Wandertag in Stuttgart

Ferdinand Friedrich Karl Werner (* 27. Oktober 1876 in Weidenhausen, Kreis Biedenkopf; † 5. März 1961 in Gießen) war ein deutscher völkisch-antisemitischer und später nationalsozialistischer Politiker. Er war von 1911 bis 1917 Mitglied des Reichstages für die Deutschsoziale Partei, von 1915 bis 1918 Vorsitzender der Deutschvölkischen Partei. Von 1924 bis 1928 gehörte er erneut dem Reichstag und von 1921 bis 1933 dem Landtag des Volksstaates Hessen an, zunächst für die DNVP, ab 1930 für die NSDAP. Von 1931 bis 1933 war Werner Landtagspräsident und von März bis September 1933 der erste nationalsozialistische Staatspräsident Hessens. Anschließend betätigte er sich als Reichswanderführer und Landeshistoriker.

## Leben
Ferdinand Werner wuchs als Sohn eines Schlossermeisters im hessischen Gießen auf und war evangelischer Konfession. Während seines Studiums der Geschichte, Germanistik und neueren Sprachen an der Universität Gießen wurde er Mitglied der Landsmannschaft Chattia und beim Verein Deutscher Studenten Gießen. Nach seinem Studium trat Werner 1900 in den hessischen Schuldienst als Lehrer ein und wurde wegen seiner von ihm offen zur Schau gestellten Judenfeindlichkeit des Öfteren versetzt, bis er 1910 an der Weidigschule in Butzbach landete, wo er bis 1933 lehrte. Er promovierte 1907 zum Doktor der Philosophie mit der Arbeit Königtum und Lehnswesen im Französischen Nationalepos bei dem Romanisten Dietrich Behrens. In dieser Zeit polemisierte er vergeblich gegen die Errichtung des ersten deutschen Heinrich-Heine-Denkmals in Frankfurt am Main, das 1933 auf sein Betreiben hin doch noch entfernt wurde. Ab 1914 trug er die Amtsbezeichnung Gymnasialprofessor.
Werners Antisemitismus zeigte sich bereits im Wilhelminischen Reich, in den 1890er Jahren schloss er sich dem Alldeutschen Verband an und wurde Mitglied des „Judenausschusses“. 1908 bewarb sich Werner für die Deutschsoziale Partei um ein Mandat im Hessischen Landtag, zog die Kandidatur jedoch zurück. 1909 wurde er zum Vorsitzenden der Deutschsozialen Partei in Hessen gewählt. 1911 wurde er für den Wahlkreis Gießen in einer Nachwahl in den Reichstag gewählt und konnte dieses Mandat 1912 verteidigen. Ab 1915 war er in Nachfolge von Wilhelm Lattmann Vorsitzender der Deutschvölkischen Partei, bis diese Ende 1918 in der Deutschnationalen Volkspartei (DNVP) aufging. Nach dem Tod von Eduard Lutz war Werner 1918 kurzzeitig Abgeordneter des Wahlbezirks Oberhessen 6 Grünberg in der Zweiten Kammer des Landtags des Großherzogtums Hessen.
Im Rahmen der Novemberrevolution empfahl er dem „Judenausschuß“ in einer Eingabe vom 18. November 1918 den Antisemitismus als „einzige Waffe“. Er gehörte dem ersten Vorstand der am 24. November 1918 gegründeten Deutschnationalen Volkspartei an. Der Reichsverband der Deutschvölkischen Partei wurde in den Deutschvölkischen Bund umgewandelt und Werner am 30. März 1919 zu dessen ersten Vorsitzenden gewählt. Ende des Jahres ging der Deutschvölkische Bund dann im Deutschvölkischen Schutz- und Trutzbund auf. Zusammen mit Friedrich Wiegershaus organisierte Werner in Hessen sowie im unbesetzten Rheinland den Aufbau von Landesverbänden des Schutz- und Trutzbundes.
Im April 1920 wurden Werner und Wiegershaus zu stellvertretenden Vorsitzenden des Schutz- und Trutzbundes ernannt; es kam jedoch später immer wieder zu Kompetenzstreitigkeiten mit der Bundesführung. Bei der Reichstagswahl vom 6. Juni 1920, damals im vorläufigen Vorstand der DNVP, konnte er kein Mandat erringen. Nachdem Werners Opposition gegen den alldeutschen Führungsanspruch im Schutz- und Trutzbund selbst nach einer Drohung mit Rücktritt im Frühjahr 1921 keine Wirkung zeitigte, zog er sich völlig von den organisatorischen Tätigkeiten im Schutz- und Trutzbund zurück und betätigte sich vorerst nur noch als Redner. Ab Juni 1922 agitierte Werner zusammen mit Wiegershaus und Artur Dinter gegen den Hauptgeschäftsführer des Schutz- und Trutzbundes, Alfred Roth. Bei einer der letzten Versammlungen des Schutz- und Trutzbundes am 9. Juli 1922 in Berlin wurden Werner und Wiegershaus dann einvernehmlich von Gertzlaff von Hertzberg ihrer Ämter enthoben.
1921 wurde Werner Abgeordneter der DNVP im Landtag des Volksstaates Hessen. 1924 wurde er bei den Wahlen im Mai und im Dezember für die DNVP auf Reichswahlvorschlag in den Reichstag gewählt, dem er bis 1928 angehörte. Werner verließ 1930 die DNVP und trat der NSDAP bei. Nachdem diese bei der hessischen Landtagswahl im November 1931 stärkste Kraft geworden war, wählte der Landtag Werner zu seinem Präsidenten. 1933 übernahm er außerdem den Fraktionsvorsitz der NSDAP im Darmstädter Landtag. Am 13. März 1933 wurde er zum ersten nationalsozialistischen Staatspräsidenten Hessens gewählt. Er löste damit Bernhard Adelung (SPD) ab. Zugleich war er hessischer Minister des Äußeren und führte die Geschäfte des Kultus- und Bildungsministeriums. Mit der Gleichschaltung der Länder gingen die meisten Befugnisse der Landesregierungen auf Reichsstatthalter über. Am 15. Mai 1933 ernannte der hessische NSDAP-Gauleiter und Reichsstatthalter Jakob Sprenger Werner zum Ministerpräsidenten und betraute ihn zugleich mit der Führung des Bildungs-, Finanz-, Innen- und Justizministeriums. Nach einer Auseinandersetzung um die Zusammenlegung der Handelskammern im Parteigau Hessen-Nassau setzte Sprenger am 20. September 1933 Werner wieder ab. Sein Nachfolger wurde Philipp Wilhelm Jung.
Das 1933 übernommene Amt des Führers des Reichsverbandes Deutscher Gebirgs- und Wandervereine hatte Werner bis 1942 inne. Ihm als persönlich gewähltem Vorsitzenden stand Wilhelm Götz als geschäftsführender Vorsitzender des Verbands zur Seite. Während Werners Amtszeit wurde der damals 259.000 Mitglieder zählende Verband gleichgeschaltet. Werner verfügte bereits im Juli 1933 den Ausschluss aller „Nichtarier“ und Marxisten aus den Mitgliedsvereinen des Verbands. Als Vorsitzende der Untergliederungen durften nur noch NSDAP-Mitglieder fungieren, die Jugendgruppen waren in die Hitlerjugend bzw. den Bund Deutscher Mädel zu überführen. 1941 widersetzten sich die Delegierten in Würzburg einer Einheitssatzung zur Eingliederung in den Reichssportbund.
Ab 1933 gehörte Werner dem Reichsführerring des deutschen Sports an.
Als Studienrat ging Werner 1934 in den Ruhestand. Er wurde 1936 bis 1938 aber als Regierungsdirektor und kommissarischer Leiter der Abteilung für das höhere Schulwesen Schlesiens beim Oberpräsidenten in Breslau eingesetzt. Bei seiner Pensionierung 1942 erhielt er einen Ehrensold und 1943 das Goldene Parteiabzeichen der NSDAP.
Nach dem Ende des Zweiten Weltkrieges wurde er 1949 trotz seiner antisemitischen Schriften und seiner Parteifunktionen als „minderbelastet“ entnazifiziert, 1950 wurde er von der Spruchkammer zum „Mitläufer“ herabgestuft. Er betätigte sich als hessischer Landeshistoriker und blieb führendes Mitglied der Hessischen Historischen Kommission Darmstadt.

## Ehrungen
- 1933 Ehrenbürger der Stadt Büdingen (1946 aberkannt)
- 1933 Ehrenbürger der Stadt Butzbach (aberkannt)
- 1933 Ehrenbürger des Ortes Watzenborn-Steinberg (heute Stadtteil von Pohlheim) (aberkannt)
- 1933 Ehrensenator der Universität Gießen

## Schriften

### Autor
- Königtum und Lehnswesen im französischen Nationalepos, Univ. Diss. Gießen 1907
- Geschichte der französischen Literatur, Berlin 1907
- Ein öffentliches Heinedenkmal auf deutschem Boden?, Leipzig 1913
- Der Wahrheit eine Gasse! Eine Abrechnung mit dem Judentum und seinen Helfern, München 1919
- Otrang, das versunkene römische Schloss bei Bitburg (Bez. Trier), Heinen 1934
- In Sturm und Stille, Mainz 1935
- (Bearb.) Englands Krieg gegen Deutschland, Gießen 1940

### Herausgeber
- Großmeister deutscher Lyrik. Eine Auslese edelsten deutschen Gedankengutes, Leipzig 1934
- Fröhliches Deutschland. Eine Sammlung heiterer Mundart, 1938